# Disconeura inexpectata
Disconeura inexpectata är en fjärilsart som beskrevs av Rothschild 1910. Disconeura inexpectata ingår i släktet Disconeura och familjen björnspinnare. Inga underarter finns listade i Catalogue of Life.